# Szabadka község
Szabadka község (szerbül Општина Суботица / Opština Subotica) közigazgatási egység (község) Szerbiában, a Vajdaságban, az Észak-bácskai körzetben.

## Földrajza
A Duna–Tisza köze déli részén, Bácskában, Szerbia északi részén, a magyar határ mellett fekszik. Vizei a Palicsi-tó és a Ludasi-tó.

## A község települései
A Szabadka várost körülvevő szűkebb agglomerációba egy kisváros, Palics és 17 falu tartozik.
| \| Magyarország Magyar- kanizsa Zenta község Zombor község Topolya község SZABADKA Alsókelebia Bácsszőlős Hajdújárás Palics Mérges Ludas Alsótavankút Kisbosznia Felsőtavankút Békova Bajmok Hadikörs Meggyes Nagyfény Újnagyfény Györgyén Csantavér Zentaörs \| \| térkép szerkesztése \| |                    |                   |                 |
| Magyar név | Szerb név (cirill) | Szerb név (latin) | Népesség (2011) |
| Alsókelebia | Келебија           | Kelebija          | 2137            |
| Alsótavankút | Доњи Таванкут      | Donji Tavankut    | 2365            |
| Bácsszőlős avagy Királyhalom | Бачки Виногради    | Bački Vinogradi   | 1954            |
| Bajmok | Бајмок             | Bajmok            | 7453            |
| Békova | Биково             | Bikovo            | 1504            |
| Csantavér | Чантавир           | Čantavir          | 6703            |
| Felsőtavankút | Горњи Таванкут     | Gornji Tavankut   | 1096            |
| Györgyén | Ђурђин             | Đurđin            | 1454            |
| Hadikörs | Мишићево           | Mišićevo          | 384             |
| Hajdújárás | Хајдуково          | Hajdukovo         | 2310            |
| Kisbosznia | Мала Босна         | Mala Bosna        | 1090            |
| Ludas | Шупљак             | Šupljak           | 1129            |
| Meggyes avagy Fogadjisten | Вишњевац           | Višnjevac         | 547             |
| Mérges | Љутово             | Ljutovo           | 1081            |
| Nagyfény | Стари Жедник       | Stari Žednik      | 1961            |
| Palics avagy Palicsfürdő | Палић              | Palić             | 7282            |
| Szabadka | Суботица           | Subotica          | 100886          |
| Újnagyfény | Нови Жедник        | Novi Žednik       | 2399            |
| Zentaörs | Бачко Душаново     | Bačko Dušanovo    | 623             |
| Magyarország Magyar- kanizsa Zenta község Zombor község Topolya község SZABADKA Alsókelebia Bácsszőlős Hajdújárás Palics Mérges Ludas Alsótavankút Kisbosznia Felsőtavankút Békova Bajmok Hadikörs Meggyes Nagyfény Újnagyfény Györgyén Csantavér Zentaörs                                 |                    |                   |                 |
| térkép szerkesztése |                    |                   |                 |

Nosza (Носа / Nosa) közigazgatásilag Hajdújáráshoz tartozik, Vörösegyháza (Габрић / Gabrić) pedig Békovához.

## Népesség

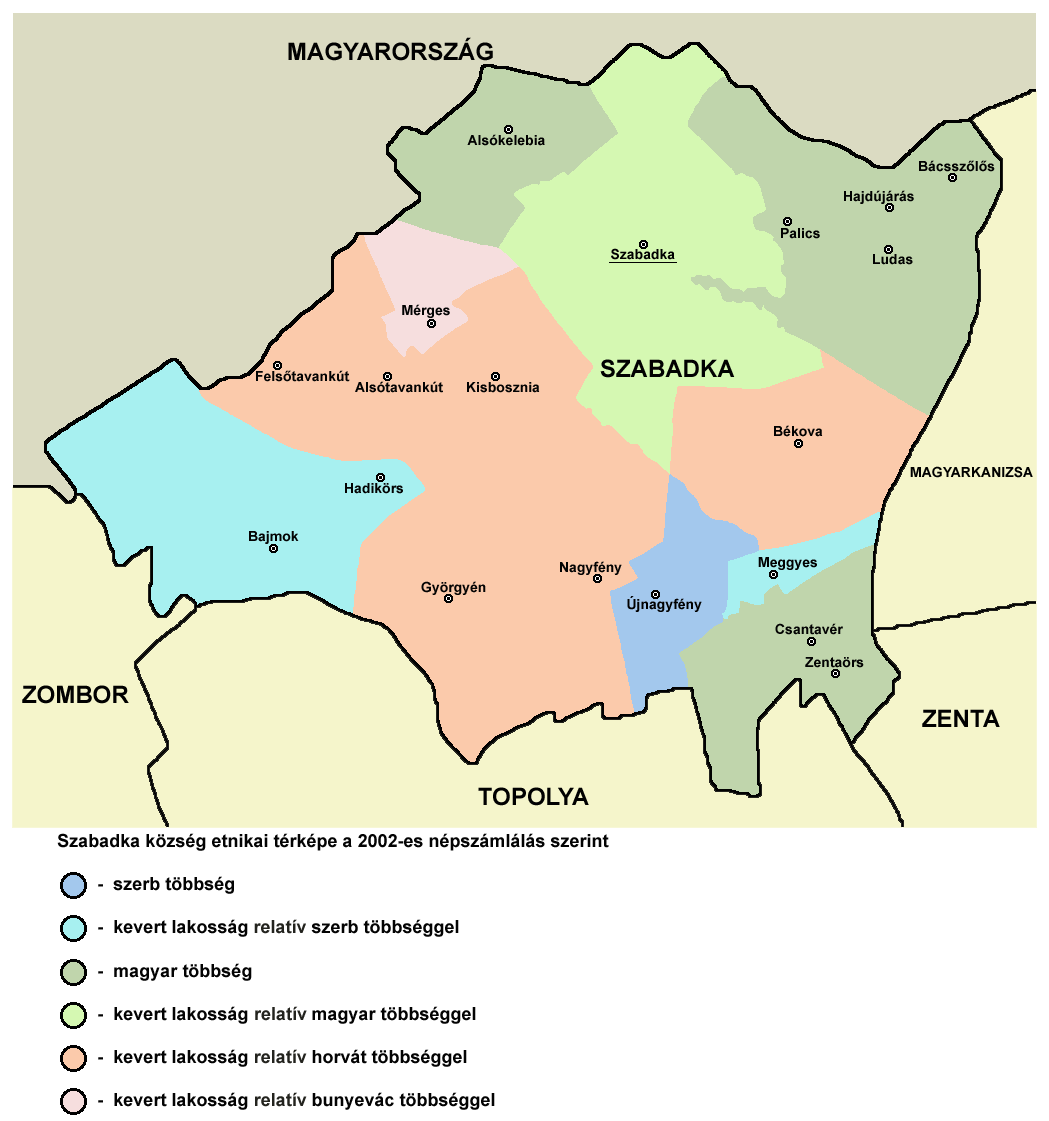
Szabadka község etnikai térképe (2002)

Az agglomeráció lakossága összesen 148 401 főt tesz ki (2002). A magyar nemzetiségűek relatív többségben vannak (57 092 fő, 38,5%), míg a szerbek a lakosság 24,1%-át alkotják (35 826 fő). Számosabb népcsoportot jelentenek még a horvátok (16 688 fő, 11,2%), illetve bunyevácok (16 454 fő, 11,1%).
- Magyar többségű települések:

Palics, Alsókelebia , Ludas, Bácsszőlős (Királyhalom), Csantavér, Hajdújárás, Nosza, Zentaörs.
- Horvát vagy bunyevác többségű települések:

Alsótavankút, Békova, Felsőtavankút, Györgyén, Kisbosznia, Mérges, Nagyfény.
- Szerb többségű települések:

Bajmok, Meggyes (Fogadjisten), Hadikörs, Újnagyfény.
- Vegyes:

Szabadka.
Három településen a magyarok aránya 20% feletti: Bajmokon, Meggyesen és Nagyfényen.

### Vallás
A szabadkai községben a 2002. évi népszámlálás adatai alapján a vallási felekezethez tartozók aránya az alábbi:
- Római katolikus = 93 521 (63,02%)
- Szerb ortodox = 38 523 (25,96%)
- Protestáns = 2 794 (1,88%)

## Oktatás
A 2024/25-ös tanév általános iskolai statisztikája.
| Iskola neve                                 | Település       | Diákok száma | Magyarul tanul | %      |
| Sonja Marinkovic / Соња Маринковић          | Szabadka        | 791          | 0              | 0,0%   |
| Ivan Milutinovic / Иван Милутиновић         | Szabadka        | 453          | 0              | 0,0%   |
| Matko Vukovic/Матко Вуковић                 | Szabadka        | 571          | 0              | 0,0%   |
| Szent Száva / Свети Сава                    | Szabadka        | 528          | 0              | 0,0%   |
| Duro Salaj / Ђуро Салај                     | Szabadka        | 272          | 53             | 19,5%  |
| Széchenyi István/Сечењи Иштван              | Szabadka        | 937          | 325            | 34,7%  |
| Majsai út / Мајшански пут                   | Szabadka        | 589          | 227            | 38,5%  |
| Kizúr István/Кизур Иштван                   | Szabadka        | 700          | 138            | 19,7%  |
| Október 10 / 10. октобар                    | Szabadka        | 333          | 118            | 35,4%  |
| Ivan Goran Kovacic / Иван Горан Ковачић     | Szabadka        | 535          | 62             | 11,6%  |
| Jovan Jovanovic Zmaj / Јован Јовановић Змај | Szabadka        | 634          | 83             | 13,1%  |
| Jovan Mikic/Јован Микић                     | Szabadka        | 847          | 138            | 16,3%  |
| Доситеј Обрадовић                           | Szabadka        | 83           | 15             | 18,1%  |
| Др Светомир Бојанин                         | Szabadka        | 127          | 39             | 30,7%  |
| Összesen                                    | Szabadka város  | 7 400        | 1 198          | 16,2%  |
| Miroslav Antic / Мирослав Антић             | Palics          | 451          | 215            | 47,7%  |
| Miroslav Antic / Мирослав Антић             | Ludas           | 22           | 22             | 100,0% |
| Petőfi Sándor / Петефи Шандор               | Hajdújárás      | 110          | 110            | 100,0% |
| Petőfi Sándor / Петефи Шандор               | Nosza           | 6            | 6              | 100,0% |
| Petőfi Sándor / Петефи Шандор               | Királyhalma     | 85           | 85             | 100,0% |
| Hunyadi János / Хуњади Јанош                | Csantavér       | 472          | 441            | 93,4%  |
| Hunyadi János / Хуњади Јанош                | Zentaörs        | 7            | 0              | 0,0%   |
| Hunyadi János / Хуњади Јанош                | Meggyes         | 25           | 0              | 0,0%   |
| V. Karadzic / Вук Караџић                   | Bajmok          | 454          | 58             | 12,8%  |
| Tavankút / Матија Губец                     | Tavankút        | 265          | 0              | 0,0%   |
| Újzsednik / Боса Милићевић                  | Újnagyfény      | 102          | 0              | 0,0%   |
| Ózsednik / Пионир                           | Nagyfény        | 104          | 0              | 0,0%   |
| Györgyén / Владимир Назор                   | Györgyén        | 98           | 0              | 0,0%   |
| Összesen                                    | Szabadka község | 9 601        | 2 135          | 22,2%  |

## Közlekedés
Közúton az A1-es autópályán érhető el. Vasúton Magyarországról a Budapest–Kunszentmiklós-Tass–Kelebia-vasútvonalon vagy a Szeged–Röszke-vasútvonalon lehet eljutni ide.